# Friedrich Loscher-Frühwald
Friedrich Loscher-Frühwald (* 9. Oktober 1941 in Höfen) ist ein deutscher Politiker (CSU).
Loscher-Frühwald besuchte die Volksschule, die Berufsschule mit Lehrzeit, die Landwirtschaftliche Fachschule und er studierte an der FH Triesdorf, wo er 1965 als Diplom-Ingenieur abschloss. Er war zunächst als Referent für Landjugend- und Landfrauenarbeit beim Bayerischen Bauernverband Mittelfranken tätig. 1972 wurde er Geschäftsführer des Bayerischen Bauernverbands im Landkreis Erlangen-Höchstadt, 1978 wurde er Geschäftsführer des Bayerischen Bauernverbands im Landkreis Neustadt an der Aisch-Bad Windsheim. Er ist außerdem Vizepräsident des Genossenschaftsverbands Mittelfranken.
Loscher-Frühwald war Abgeordneter im Gemeinderat, im Kreistag und im Bayerischen Landtag. In letzterem saß er von 1982 bis 2003, ab 1990 stets direkt gewählt im Stimmkreis Neustadt an der Aisch-Bad Windsheim.